# ليونغ كوك واي
ليونغ كوك واي (بالصينية: 梁國威) هو لاعب كرة قدم صيني في مركز الدفاع، ولد في 23 فبراير 1986 في هونغ كونغ في الصين. لعب مع نادي إيسترن سبورتس.

## وصلات خارجية
- ليونغ كوك واي على موقع قاعدة بيانات كرة القدم.إي يو (الإنجليزية)
- ليونغ كوك واي على موقع Soccerway.com (الإنجليزية)